# Taylor Motors
Die Taylor Motors Ltd. war ein britischer Automobilhersteller, der 1922–1924 in Newcastle upon Tyne ansässig war.
1922 erschien das Modell 10.9 hp mit einem seitengesteuerten Vierzylinder-Reihenmotor von Coventry-Simplex, der einen Hubraum von 1,5 l besaß. Das Chassis des 3658 mm langen Fahrzeuges hatte einen Radstand von 2591 mm und eine Spurweite von 1168 mm.
1923 wurde dieses erste Modell durch die beiden größeren Wagen 11.9 hp und 13.9 hp ersetzt, die mit Vierzylindermotoren von Meadows ausgestattet waren. Der 11,9 hp hatte 1,8 l Hubraum und der 13,9 hp einen Hubraum von 2,1 l und OHV-Ventilsteuerung. Beide Wagen waren 3962 mm lang, hatten einen Radstand von 2896 mm und eine Spurweite von 1320 mm.
1924 wurde die Fertigung eingestellt.

## Modelle
| Modell  | Bauzeitraum | Zylinder | Hubraum  | Radstand |
| ------- | ----------- | -------- | -------- | -------- |
| 10,9 hp | 1922        | 4 Reihe  | 1498 cm³ | 2591 mm  |
| 11,9 hp | 1923–1924   | 4 Reihe  | 1795 cm³ | 2896 mm  |
| 13,9 hp | 1923–1924   | 4 Reihe  | 2121 cm³ | 2896 mm  |

## Quelle
David Culshaw & Peter Horrobin: The Complete Catalogue of British Cars 1895–1975. Veloce Publishing plc. Dorchester (1999), ISBN 1-874105-93-6